# Visita
Visita är branschorganisation och arbetsgivarorganisation för den svenska besöksnäringen och representerar över 8 000 arbetsplatser som tillsammans står för merparten av besöksnäringens totala omsättning. Som en samlande kraft för besöksnäringen arbetar Visita för att lagar, regler och affärsvillkor ska utformas så att näringen ges ännu bättre möjlighet att inta en väl framskjuten position i Sverige och internationellt.
Som bransch- och arbetsgivarorganisation har Visita två huvudsakliga verksamhetsområden: branschfrågor och branschpolitik samt arbetsgivarfrågor och förhandlingar med fackliga motparter. Inom ramen för branschfrågor bevakas lagstiftning och regleringar inom besöksnäringsområdet. Visita informerar sina medlemmar och dess omvärld, svarar på remisser och är branschens samlade röst i många olika sammanhang. Visitas medlemmar finns bland företag verksamma inom hotell, restaurang, spa, camping, stugbyar, skidliftar, casino, djurparker, nöjesparker, destinationsbolag, turistbyråer, catering, storhushåll, personalmatsalar och aktivitetsföretag. Visita leds av en styrelse med representanter från medlemsföretagen. 
Organisationen ansvarar även för den svenska delen av den europagemensamma hotellklassificeringen där sexton länder enats om ett reglemente bestående av 270 kriterier. Årliga inspektioner görs på samtliga klassificerade hotell.
Inför valet 2014 drev Visita kampanjen Dubbelstöten, för att försöka stoppa såväl höjd restaurangmoms som höjda arbetsgivaravgifter för unga. Resultatet blev att momsen bibehölls på samma nivå, men arbetsgivaravgiften för unga har höjts successivt.

## Historia
Organisationen bildades 1909, då under namnet ”Sveriges centrala hotell- och restaurangförening”, senare ”Sveriges Hotell- och Restaurangföretagare, SHR”. Initiativtagare var hotelldirektören Hjalmar Tornblad, vilken fram till 1923 också var organisationens förste ordförande. I april 2012 skedde ett namnbyte och det som tidigare hette SHR blev Visita – Svensk besöksnäring. 
Ordförande
Sveriges centrala hotell- och restaurangförening
- 1909-1922 Hjalmar Tornblad
- 1922-1932 Gustaf Steinvall
- 1932-1938 Knut Ljungqvist
- 1938-1944 Torsten Segerstråle
- 1944-1948 Claes Frisack

SHR, Sveriges Hotell- och Restaurangförbund
- 1948-1950 Jonas Folcker
- 1950-1952 Wilhelm Meier
- 1952-1956 Olof Rudbeck
- 1956-1957 Johan Bergvall
- 1957-1960 Curt-Steffan Giesecke
- 1960-1976 Olof Söderström
- 1976-1987 Lennart Dahlström
- 1987-1994 Carl-Erik Hedlund

SHR, Sveriges Hotell- och Restaurangföretagare
- 1994-1998 Hans Erik Börjeson
- 1998-2000 Karl-Erik Strand
- 2001-2010 Ulf Adelsohn
- 2010-2012 Claes Bjerkne

Visita - Svensk besöksnäring
- 2012-2014  Claes Bjerkne
- 2014-2022 Maud Olofsson
- 2022- Fredrik Reinfeldt

Verkställande direktörer
SHR, Sveriges Hotell- och Restaurangföretagare
- 1958-1973 Per Zetterstedt
- 1973-1991 Nils-Erik Brundell
- 1991-1999 Peter Ander
- 2000-2010 Mats Hulth
- 2010-2012 Eva Östling

Visita - Svensk besöksnäring
- 2012-2018 Eva Östling
- 2018- Jonas Siljhammar